# Iranattus principalis
Iranattus principalis este un gen de păianjeni din familia Salticidae. A fost găsit in Nigeria și Zimbabwe. Numit  Monomotapa în primă fază, ulterior în 2017 devenind Iranattus. Iranattus și Monomotapa au fost anterior genuri monotipice.